# Leichtathletik-Halleneuropameisterschaften 2019/Teilnehmer (Lettland)
| Gelbes Symbol für Goldmedaillen mit stilisierten Olympischen Ringen | Graues Symbol für Silbermedaillen mit stilisierten Olympischen Ringen | Braundes Symbol für Bronzemedaillen mit stilisierten Olympischen Ringen |
| ------------------------------------------------------------------- | --------------------------------------------------------------------- | ----------------------------------------------------------------------- |
| —                                                                   | —                                                                     | —                                                                       |

Aus Lettland starteten sechs Athletinnen und vier Athleten bei den Leichtathletik-Halleneuropameisterschaften 2019 in Glasgow, die zwei Landesrekorde aufstellten.
Der lettischen Leichtathletikverband Latvijas Vieglatlētikas savienība (LVS) hatte am 22. Februar die zehn Nominierten bekannt gegeben, die alle bei der EM starteten.

## Ergebnisse

### Frauen

#### Laufdisziplinen
| Athletin      | Disziplin | Vorlauf     | Vorlauf | Halbfinale  | Halbfinale | Finale             | Finale             |
| Athletin      | Disziplin | Zeit        | Platz   | Zeit        | Platz      | Zeit               | Platz              |
| ------------- | --------- | ----------- | ------- | ----------- | ---------- | ------------------ | ------------------ |
| Sindija Bukša | 60 m      | 7,39 s      | 23      | 7,42 s      | 22         | nicht qualifiziert | nicht qualifiziert |
| Gunta Vaičule | 400 m     | 52,66 s     | 5       | 53,53 s     | 14         | nicht qualifiziert | nicht qualifiziert |
| Līga Velvere  | 800 m     | 2:05,37 min | 14      | 2:04,06 min | 10         | nicht qualifiziert | nicht qualifiziert |

#### Sprung/Wurf
| Athletin    | Disziplin  | Qualifikation | Qualifikation | Finale             | Finale             |
| Athletin    | Disziplin  | Weite         | Platz         | Weite              | Platz              |
| ----------- | ---------- | ------------- | ------------- | ------------------ | ------------------ |
| Lauma Grīva | Weitsprung | 6,34 m        | 15            | nicht qualifiziert | nicht qualifiziert |
| Māra Grīva  | Weitsprung | 6,41 m =PB    | 10            | nicht qualifiziert | nicht qualifiziert |

#### Fünfkampf
| Athletin        | Disziplin | 60 m Hürden | Hochsprung | Kugelstoßen | Weitsprung | 800 m          | Punkte | Platz |
| --------------- | --------- | ----------- | ---------- | ----------- | ---------- | -------------- | ------ | ----- |
| Laura Ikauniece | Ergebnis  | 8,29 s PB   | 1,84 m SB  | 13,31 m     | 6,33 m SB  | 2:14,01 min PB | 4701   | 5     |
| Laura Ikauniece | Punkte    | 1064        | 1029       | 748         | 953        | 907            | 4701   | 5     |

### Männer

#### Laufdisziplinen
| Athlet           | Disziplin   | Vorlauf        | Vorlauf | Halbfinale         | Halbfinale         | Finale             | Finale             |
| Athlet           | Disziplin   | Zeit           | Platz   | Zeit               | Platz              | Zeit               | Platz              |
| ---------------- | ----------- | -------------- | ------- | ------------------ | ------------------ | ------------------ | ------------------ |
| Jānis Leitis     | 400 m       | 47,34 s SB     | 9       | 47,36 s            | 9                  | nicht qualifiziert | nicht qualifiziert |
| Uģis Jocis       | 3000 m      | 8:09,99 min SB | 26      | –––                | –––                | nicht qualifiziert | nicht qualifiziert |
| Kristaps Sietiņš | 60 m Hürden | 8,05 s         | 29      | nicht qualifiziert | nicht qualifiziert | nicht qualifiziert | nicht qualifiziert |

#### Sprung/Wurf
| Athlet        | Disziplin  | Qualifikation | Qualifikation | Finale             | Finale             |
| Athlet        | Disziplin  | Weite         | Platz         | Weite              | Platz              |
| ------------- | ---------- | ------------- | ------------- | ------------------ | ------------------ |
| Elvijs Misāns | Dreisprung | 16,16 m       | 16            | nicht qualifiziert | nicht qualifiziert |